# Die Wibelungen
Die Wibelungen; Weltgeschichte aus der Sage ist eine Schrift Richard Wagners, die er im Jahre 1848 in Dresden schrieb.

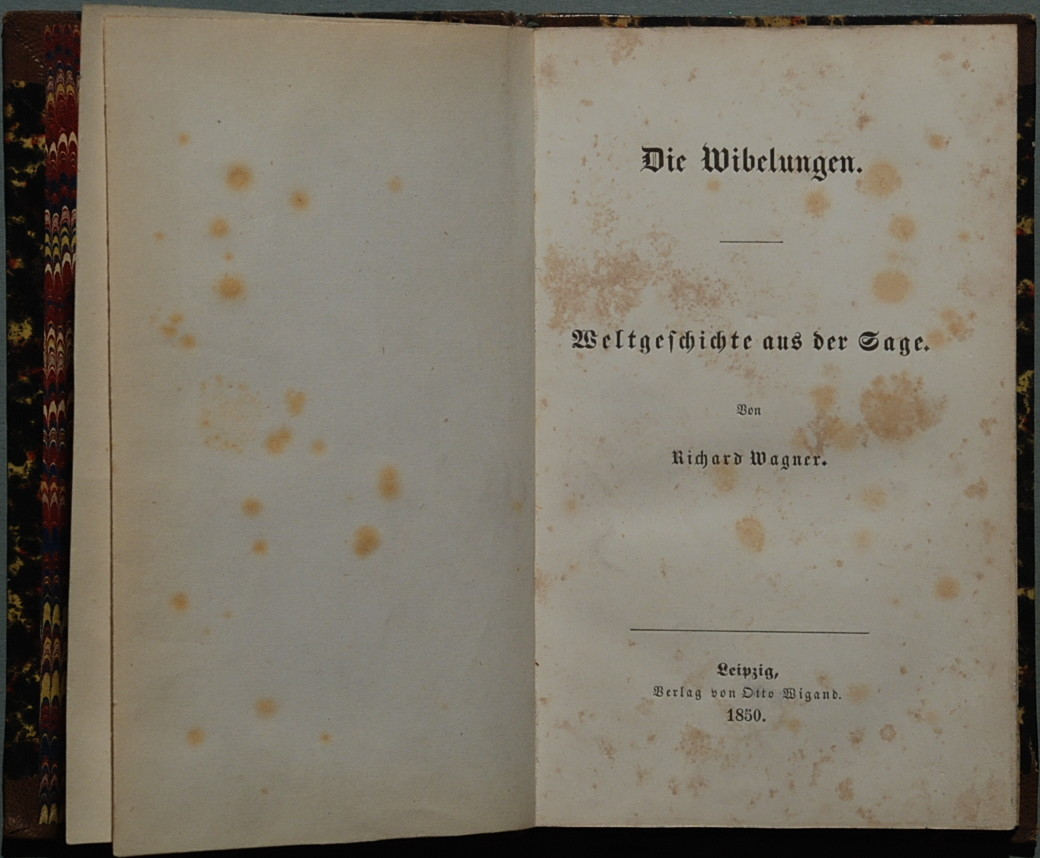
Titelblatt des Erstdruckes

Wagner hatte sich in den Jahren zuvor, insbesondere während eines Kuraufenthaltes in Marienbad (1845), intensiv mit den deutschen Sagen beschäftigt. Er erarbeitete sich den gesamten Gral-Mythos und die Nibelungensage und hatte vor, ein Musikdrama über Kaiser Barbarossa (Friedrich Rotbart) zu schreiben, beschränkte sich dann jedoch auf die Prosa-Version und wandte sich dem Siegfried-Drama (zunächst Siegfrieds Tod) und später der Ring-Tetralogie zu.
In seinen „Wibelungen“ formuliert er seine Sichtweise der deutschen Sagen und der Geschichte des Königtums in Europa. Er nennt den „indischen Kaukasus“ (Hindukusch) als „Ursitz aller Religionen, aller Sprachen, alles Königthumes“, greift den Trojamythos auf und konstruiert daraus eine Wanderung des idealisierten Königtums zu den Franken: „Die Ur-Stadt war Troja, dort entstand das Ur-Königtum.“ Die Deutschen seien Erben der Franken und ihr König könne daraus das Anrecht auf die Weltherrschaft ableiten. Wagner führt sinngemäß als Weltbild Kaiser Friedrich Barbarossas aus:
„Im deutschen Volke hat sich das älteste urberechtigte Königsgeschlecht der Welt erhalten: es stammt von einem Sohne Gottes her, der seinem nächsten Geschlechte selbst Siegfried, den übrigen Völkern der Erde aber Christus heißt; dieser hat für das Heil und Glück seines Geschlechtes, und der aus ihm entsprossenen Völker der Erde, die herrlichste That vollbracht, und um dieser That willen auch den Tod erlitten. Die nächsten Erben seiner That und der durch sie gewonnenen Macht sind die „Nibelungen“, denen im Namen und zum Glücke aller Völker die Welt gehört. Die Deutschen sind das älteste Volk, ihr blutsverwandter König ist ein „Nibelung“, und an ihrer Spitze hat dieser die Weltherrschaft zu behaupten. Es gibt daher kein Anrecht auf irgend welchen Besitz oder Genuss dieser Welt, das nicht von diesem Könige herrühren, durch seine Verleihung oder Bestätigung erst geheiligt werden müßte: aller Besitz oder Genuss, den der Kaiser nicht verleiht oder bestätigt, ist an sich rechtlos und gilt als Raub, denn der Kaiser verleiht und bestätigt in Berücksichtigung des Glückes, Besitzes oder Genusses Aller, wogegen der eigenmächtige Erwerb des Einzelnen ein Raub an Allen ist.“
Wagner schlägt den Bogen von den Welfen zu den Nibelungen (Wibelungen), von Karl dem Großen zum Kaisertum des Friedrich Barbarossa, bis hin zur Bedeutung des sagenhaften Nibelungenhortes und des Grales. Wagners Wibelungen-Schrift unterteilt sich in folgende Überschriften:
- Das Urkönigtum
- Die Nibelungen
- Wibelingen oder Wibelungen
- Die Welfen

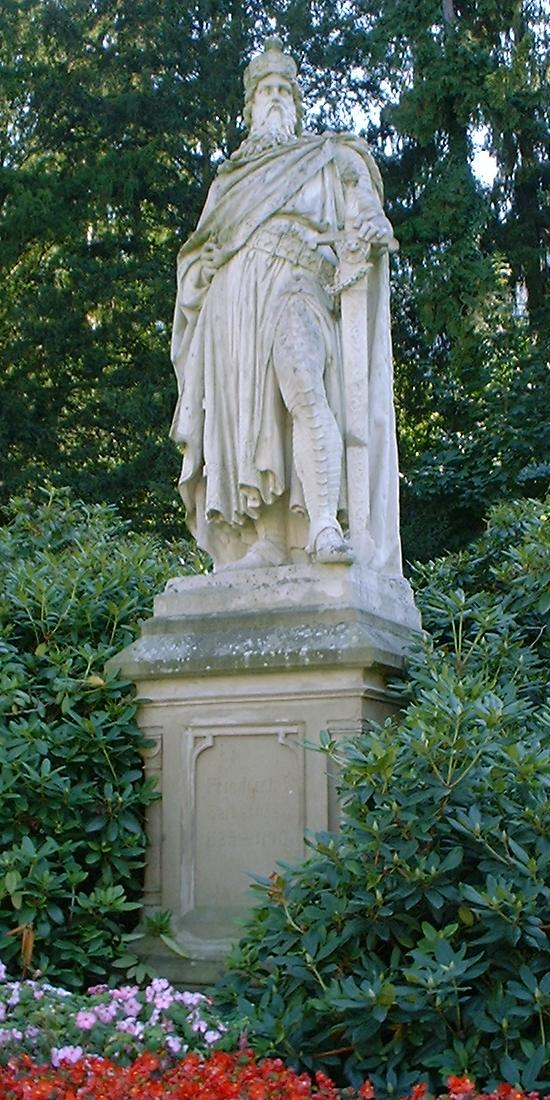
Denkmal Barbarossas in Sinzig

- Der Nibelungenhort im fränkischen Königsgeschlecht
- Ursprung und Entwicklung des Nibelungenmythus
- Die römische Kaiserwürde und die römische Stammsage
- Trojanische Abkunft der Franken
- Realer und idealer Inhalt des Nibelungenhortes
- Das ghibellinische Kaisertum und Friedrich I.
- Aufgehen des idealen Inhaltes des Hortes in den „heiligen Gral“
- Historischer Niederschlag des realen Inhaltes des Hortes im „tatsächlichen Besitz“

Im letzten Absatz heißt es abschließend: „Das arme Volk sang, las und druckte mit der Zeit nun die Nibelungenlieder, sein einziges ihm verbliebenes Erbteil vom Horte. Nie hörte der Glaube an diesen auf und man war davon überzeugt, dass der Hort in einem alten Götterberg versenkt worden war, in einem Berg wie der, aus dem ihn Siegfried einst den Nibelungen gewann. Aber in den Berg hatte ihn der große Kaiser selbst zurückgeführt, um den Hort für bessere Zeiten zu bewahren. Dort, im Kyffhäuser, sitzt er nun, der alte „Rotbart“ Friedrich, um ihn die Schätze der Nibelungen, zur Seite ihm das scharfe Schwert, das einst den grimmigen Drachen erschlug.“

## Bibliografie
- Richard Wagner: Gesammelte Schriften und Dichtungen. 4. Auflage, Band 2, Leipzig 1907, S. 115–155. (online als PDF-Datei; 115 kB)